# Dieter Wandschneider
Dieter Wandschneider (* 3. November 1938 in Bremerhaven) ist ein deutscher Philosoph. Sein besonderes Interesse gilt der Naturphilosophie Hegels.
Dieter Wandschneider studierte 1957 bis 1970 Physik und Philosophie an den Universitäten Bonn (u. a. bei Theodor Litt, Oskar Becker, Johannes Thyssen, Gerhard Funke, Josef Derbolav), Würzburg und Hamburg (u. a. bei Carl Friedrich von Weizsäcker, Erhard Scheibe, Wolfgang Wieland). Nach seiner Diplomprüfung im Fach Physik im Jahre 1965 in Hamburg setzte er sein Studium der Philosophie an der Universität Tübingen bei Walter Schulz und Otto Friedrich Bollnow fort, um dort im Jahre 1970 zu promovieren.
Nach der Promotion war er bis zum Jahre 1981 wissenschaftlicher Assistent am Lehrstuhl von Walter Schulz. Im Jahre 1978 habilitierte sich Wandschneider für das Fach Philosophie an der Universität Tübingen, 1984 wurde er an die Universität Paderborn berufen. Seit 1988 hat er einen Lehrstuhl für Philosophie und Wissenschaftstheorie an der RWTH Aachen inne.
Zu seinem 65. Geburtstag erschien 2003 bei Königshausen und Neumann eine von Wolfgang Neuser und Vittorio Hösle herausgegebene Festschrift.

## Forschungsschwerpunkte
Die Forschungsschwerpunkte Wandschneiders stellen die Themenkreise Dialektik, Wissenschaftstheorie, Naturphilosophie, das Leib-Seele-Problem und der Deutsche Idealismus dar.
Wandschneider sieht Dialektik als „Rekonstruktion einer Fundamentallogik“, die „als System der fundamentalen Sinn- und Geltungsbedingungen von Argumentation (z. B. das Prinzip des zu vermeidenden Widerspruchs), so etwas wie eine Fundamentallogik repräsentiert, die für alles Argumentieren immer schon vorausgesetzt ist (und aus ebendiesem Grund letztbegründbar ist)“.
Die Aufgabe der Wissenschaftstheorie ist für ihn nicht primär „formal-analytische Methodologie der Wissenschaften, sondern einer Form von Wissenschaftsphilosophie im Sinn einer Grundlagenreflexion auf transzendentale und […] ontologische Voraussetzungen und Prinzipien der Wissenschaften, insbesondere der Naturwissenschaften“.
In der Naturphilosophie knüpft Wandschneider an Hegel an; dessen „objektiv-idealistisches Naturkonzept“ bietet für ihn den geeigneten Ansatz eines adäquaten Naturverständnisses: „daß auch der Natur Logik zugrunde liegt; daß sich daraus ihre Gesetzmäßigkeit erklärt; daß sie somit nicht in ihrer Faktizität aufgeht, sondern Möglichkeit enthält, die etwa in der Evolution zur Erscheinung kommt, bis hin zu Formen des Seelischen und Geistigen“.
Bezüglich des Leib-Seele-Problems interessiert sich Wandschneider hauptsächlich für die Frage der Künstlichen Intelligenz und der damit verbundenen „technischen Rekonstruktion psychischer und geistiger Phänomene“.
Als zentrale Quelle seiner philosophischen Konzepte gilt Wandschneider der Deutsche Idealismus – vor allem die Philosophie Hegels, die die Fundamentallogik „als unhintergehbare Grundlage begreift“.

## Veröffentlichungen (Auswahl)
- Formale Sprache und Erfahrung. Carnap als Modellfall. Stuttgart-Bad Cannstatt (Frommann-Holzboog) 1975.
- Raum, Zeit, Relativität. Grundbestimmungen der Physik in der Perspektive der Hegelschen Naturphilosophie. Frankfurt/M. (Klostermann) 1982.
- Grundzüge einer Theorie der Dialektik. Rekonstruktion und Revision dialektischer Kategorienentwicklung in Hegels „Wissenschaft der Logik“. Stuttgart (Klett-Cotta) 1997.
- Technikphilosophie. Buchner, Bamberg 2004, ISBN 3-7661-6653-0.
- Naturphilosophie. Buchner, Bamberg 2009, ISBN 978-3-7661-6657-9.
- Technik. 2. Auflage. De Gruyter, Berlin/Boston 2020, ISBN 978-3-11-062142-6.
- Letztbegründung unter der Bedingung endlichen Wissens. Eine Hegel'sche Perspektive, in: Wulf Kellerwessel u. a. (Hrsg.): Diskurs und Reflexion. Wolfgang Kuhlmann zum 65. Geburtstag, Königshausen & Neumann GmbH, Würzburg 2005, S. 353–371.
- Von der Unverzichtbarkeit einer systematischen Naturphilosophie, in: Hans-Dieter Klein (Hrsg.): Systeme im Denken der Gegenwart, Bouvier, Bonn 1993, S. 152–165.
- Rezension von Harald Delius’ Self-Awareness. A Critical Inquiry (1980) in der Zeitschrift für philosophische Forschung (1984)